# Österreichischer Fußball-Cup 1998/99
Der ÖFB-Cup wurde in der Saison 1998/1999 zum 65. Mal ausgespielt. Der SK Sturm Graz gewann den Pokal.

## Achtelfinale
|                        | Ergebnis                         |                      |
| ---------------------- | -------------------------------- | -------------------- |
| SV Horn                | 0:3 (0:3)                        | SV Ried              |
| SV Schwechat           | 0:4 (0:1)                        | SV Braunau           |
| SV Spittal an der Drau | 0:1 (0:0)                        | LASK Linz            |
| Austria Lustenau       | 3:1 n. V. (1:1, 0:0)             | DSV Leoben           |
| FCN St. Pölten         | 0:4 (0:0)                        | Grazer AK            |
| SK Rapid Wien          | 3:0 (2:0)                        | SV Wörgl             |
| SK Sturm Graz          | 2:1 (1:1)                        | Schwarz Weiß Bregenz |
| Admira Wacker Mödling  | 2:2 n. V. (2:2, 0:0) (2:4 i. E.) | SV Austria Salzburg  |

## Viertelfinale
|                  | Ergebnis  |                     |
| ---------------- | --------- | ------------------- |
| Austria Lustenau | 0:1 (0:1) | LASK Linz           |
| Rapid Wien       | 4:1 (2:0) | SV Austria Salzburg |
| SV Braunau       | 0:1 (0:1) | SV Ried             |
| Grazer AK        | 1:2 (1:0) | SK Sturm Graz       |

## Halbfinale
|               | Ergebnis  |           |
| ------------- | --------- | --------- |
| SK Sturm Graz | 5:0 (3:0) | SV Ried   |
| Rapid Wien    | 0:2 (0:1) | LASK Linz |

## Finale
|               | Ergebnis                         |           |
| ------------- | -------------------------------- | --------- |
| SK Sturm Graz | 1:1 n. V. (1:1, 0:1) (4:2 i. E.) | LASK Linz |